# Anthurium cleistanthum
Anthurium cleistanthum är en kallaväxtart som beskrevs av Graziela Maciel Barroso. Anthurium cleistanthum ingår i släktet Anthurium och familjen kallaväxter. Inga underarter finns listade.